# Ройе, Августин
Ройе́ (Руайе), Августи́н (Огюст, Огюстен) (фр. Augustin Royer) — французский учёный, астроном. В 1679 году опубликовал небесные карты, на которых были нанесены несколько новых созвездий. Некоторые из этих созвездий были предложены Петером Планциусом, однако исторически нередко приписываются Ройе, введшему их в широкое употребление. Это созвездия Южный Крест, ранее включавшееся в созвездие Центавр (современное название предложено Ройе), и Голубь, выделенный из созвездия Большой Пёс.
Созвездие Цветок Лилии, заменившее Северную Муху (ныне включено в созвездие Овен), было предложено Парди. Ройе латинизировал и сократил название до «Лилия» (лат. Lilium), поэтому его часто ошибочно есчитают автором этого созвездия.
Ройе также сам предложил одно новое созвездие, которое, однако, не выдержало испытания временем и ныне не используется, — Скипетр и Рука Правосудия. Автор посвятил созвездие Людовику XIV, верноподданно прокомментировов, что эти звёзды были скрыты от глаз наблюдателей до тех пор, пока слава короля не приумножилась его победами. На современных картах неба место созвездия отдано Ящерице.